# G̃
Cette page contient des caractères spéciaux ou non latins. S’ils s’affichent mal (▯, ?, etc.), consultez la page d’aide Unicode.
G̃ (minuscule : g̃), ou G tilde, est un graphème utilisé comme lettre latine additionnelle dans l’écriture du babm (en), du mundurukú et du parentintin au Brésil, et du guarani. Elle est formée de la lettre G diacritée d’un tilde suscrit.

## Utilisation
En parentintin, le G tilde représente une semi-voyelle /ŋ/ nasalisée.

## Représentations informatiques
Le G tilde peut être représenté avec les caractères Unicode suivants :
- décomposé (latin de base, diacritiques) :

| formes    | représentations | chaînes de caractères | points de code | descriptions                                |
| --------- | --------------- | --------------------- | -------------- | ------------------------------------------- |
| capitale  | G̃               | G◌̃                    | U+0047 U+0303  | lettre majuscule latine g diacritique tilde |
| minuscule | g̃               | g◌̃                    | U+0067 U+0303  | lettre minuscule latine g diacritique tilde |